# Décret sur l'enregistrement des biens des Juifs
Le Décret sur l'enregistrement des biens des Juifs (Verordnung über die Anmeldung des Vermögens von Juden) est un décret du Troisième Reich promulgué par Hermann Göring  le 26 avril 1938 et publié dans le Reichsgesetzblatt sous la référence I. S. 414f. Il est suivi le 18 juin 1938 par le Décret d'application du décret sur l'enregistrement des biens des Juifs (Verordnung zur Durchführung der Verordnung über die Anmeldung des Vermögens von Juden), qui prolonge jusqu'au 31 juillet 1938 la période d'application initialement fixée au 30 juin.
Alf Krüger, un nazi, spécialiste du droit au ministère du Reich à l'Économie de l'époque, décrit ce décret comme précurseur de l'aryanisation de l'économie allemande“.

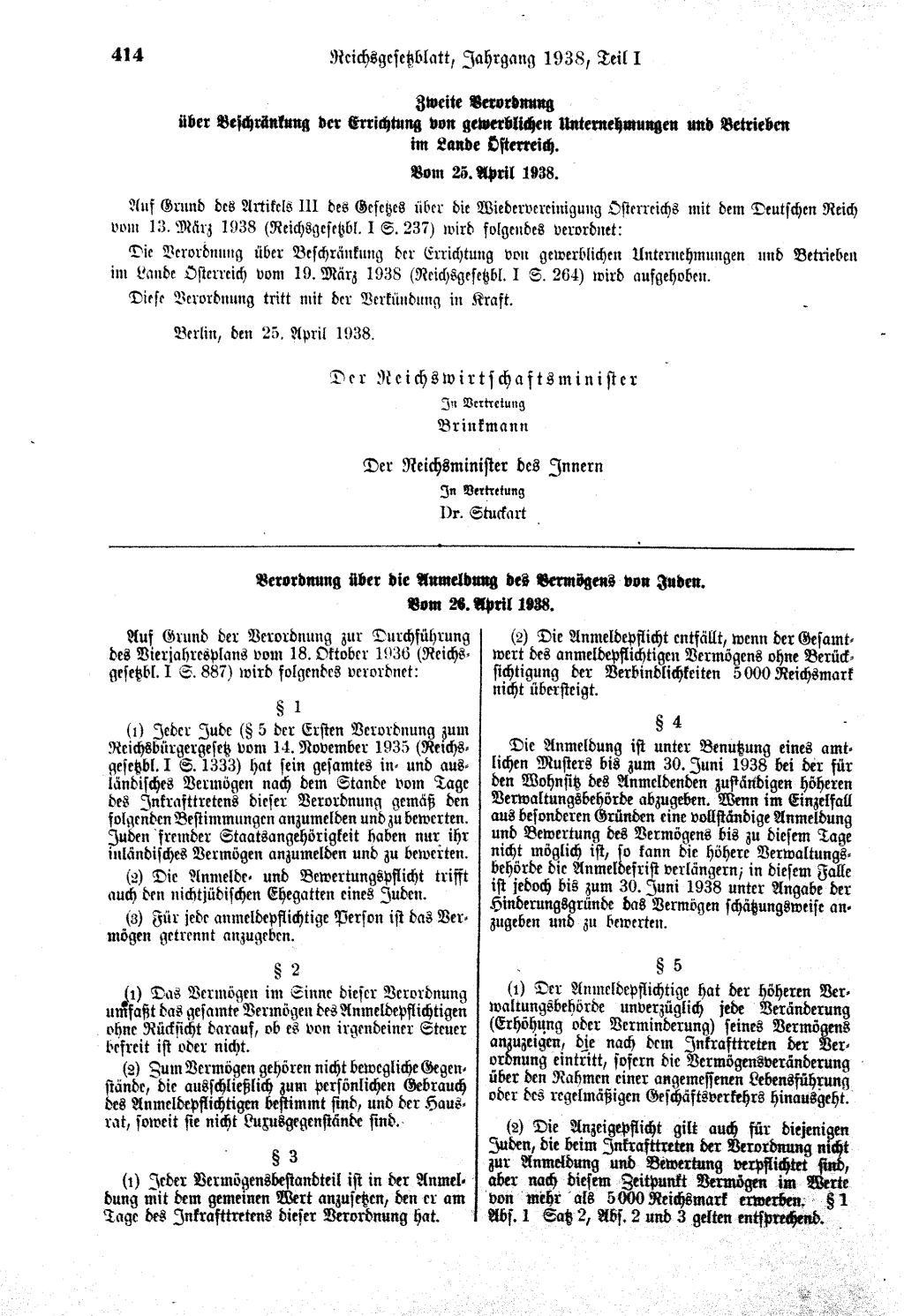
Décret sur l'enregistrement des biens des Juifs du 26 avril 1938 (RGBl. I. S. 414).

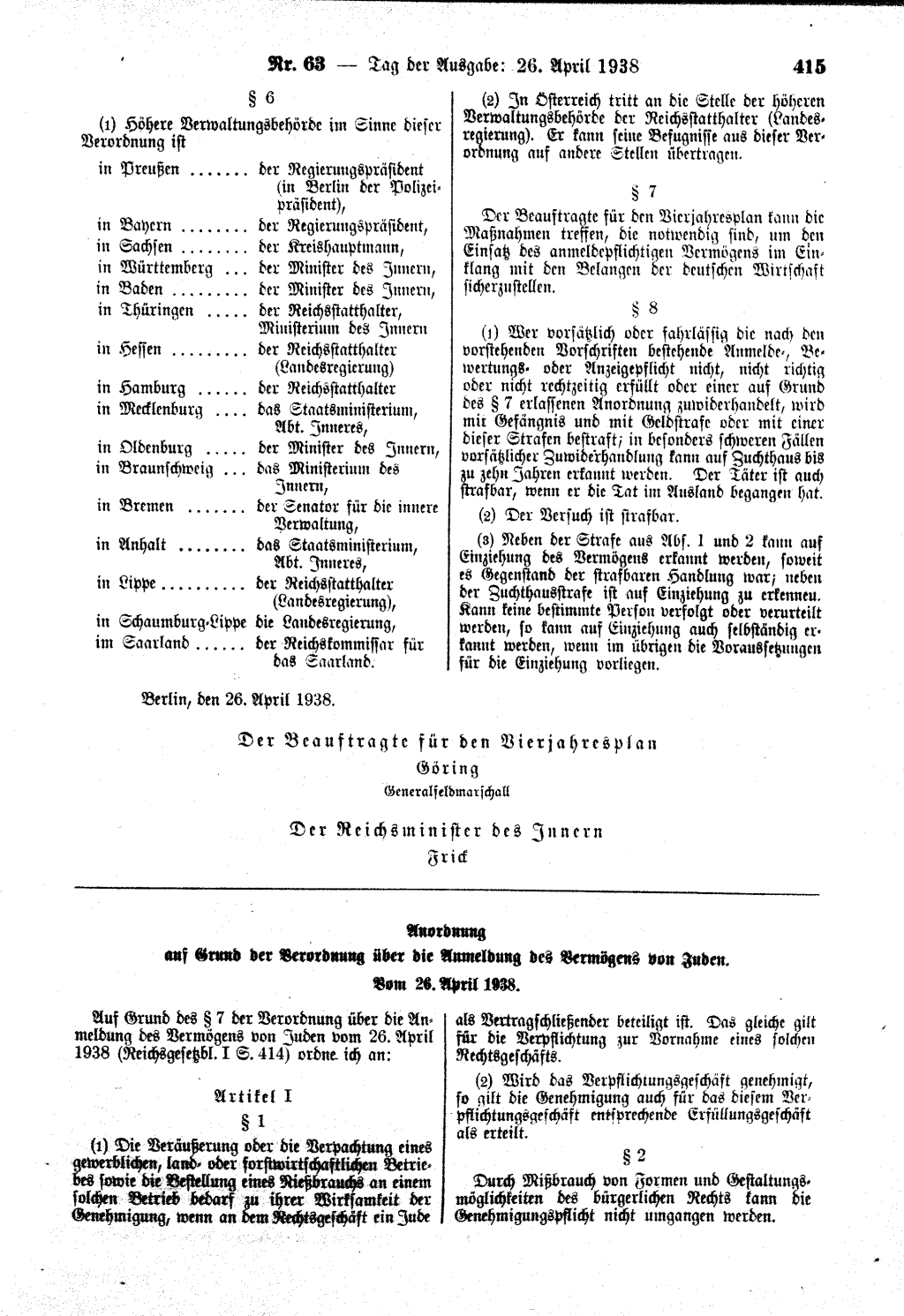
Décret sur l'enregistrement des biens des Juifs du 26 avril 1938 (RGBl. I. S. 415).

## Contenu du décret
Le décret exige que tous les citoyens juifs du Reich allemand enregistrent leurs avoirs en Allemagne et à l'étranger, si leur valeur totale s'élève à plus de 5 000 reichsmarks. Les fausses déclarations peuvent entraîner des amendes, une peine d'emprisonnement pouvant aller jusqu'à dix ans ainsi que la confiscation des biens. Selon l'article 7, le commissaire pour le Vierjahresplan  (Plan quadriennal) « peut prendre les mesures nécessaires pour s'assurer que l'utilisation des biens de la déclaration obligatoire soit conforme aux intérêts de l'économie nationale ».

## Effets du décret
Le 29 avril 1938, Göring, dans une réunion ministérielle, dévoile l'objectif suivant : « la conversion des biens juifs en [...] valeurs ne permettant plus d'influencer l'économie ». Dans un premier temps, il est prévu de convertir de force les actions cotées de sociétés étrangères en obligations du Reich. Cela permettrait de générer d'urgence des devises étrangères indispensables et en même temps de placer des obligations d'État. En fait, ce plan n'est mis en œuvre qu'après le Décret sur l'utilisation des biens juifs (Verordnung über den Einsatz des jüdischen Vermögens) du 3 décembre 1938. Hermann Göring expliquera plus tard que déjà en avril, la décision avait été prise d '« aryaniser l'économie allemande, de sortir les Juifs de l'économie et de rentrer tout cela dans le livre des comptes et de fixer une pension [...] La compensation est inscrite dans le livre des comptes avec un intérêt à un certain pourcentage. Ils devront vivre de cela ».
Les informations obtenues par ce décret, seront utilisées plus tard, après la nuit de Cristal, du 9 au 10 novembre 1938, pour la fixation de l'amende de 25 % de leurs biens exigée des Juifs à titre de punition.
Après la guerre, les relevés des avoirs, dans la mesure où ils auront été préservés, se révèleront des documents importants pour prouver le montant de ses biens confisqués par le régime nazi, lors des procédures d'indemnisation.

## Les étapes suivantes
Le troisième décret sur la citoyenneté du Reich, en date du 14 juin 1938, qui exige l'enregistrement de toutes les entreprises juives, est étroitement lié à l'enregistrement de biens privés importants. Le Décret d'élimination des Juifs de la vie économique allemande (Verordnung zur Ausschaltung der Juden aus dem deutschen Wirtschaftsleben) du 12 novembre 1938 ordonne la fermeture de ces entreprises à la fin de l'année, à moins qu'une prolongation ne soit demandée pour leur « transfert à des propriétaires non juifs ». En décembre 1938, le décret sur l'utilisation des biens juifs (Verordnung über den Einsatz des jüdischen Vermögens), qui introduit un compte de dépôt de titres pour les valeurs mobilières, réglemente la vente dans des délais raisonnables des biens agricoles et forestiers ainsi que des biens commerciaux et prohibe les ventes privées de métaux précieux et d'œuvres d'art de valeur.
Dès l'automne 1938, les médecins et avocats juifs sont privés de leur licence ou de leur permis d'exercer par décret de la Loi sur la citoyenneté du Reich (Reichsbürgergesetz).

## Abrogation du décret
Le décret est formellement abrogé par la Loi n° 1 du Conseil de contrôle allié portant abrogation du droit nazi du 20 septembre 1945.